# Perissus fairmairei
Perissus fairmairei är en skalbaggsart som beskrevs av J. Linsley Gressitt 1940. Perissus fairmairei ingår i släktet Perissus och familjen långhorningar. Inga underarter finns listade i Catalogue of Life.